# Blas Rivera
Blas Rivera é um saxofonista, pianista, compositor e arranjador argentino.
O saxofonista, pianista, compositor e arranjador nasceu em Córdoba, Argentina, onde estudou piano, sax e composição. Cresceu sob a influência do rock e da música clássica e se apaixonou pelo jazz e pela bossa nova. Nos EUA estudou jazz, música para cinema e música etica na Beklee College of Music e no New England Conservatory. Desenvolveu sua carreira musical no Brasil onde atualmente mora no Rio de Janeiro depois de ter morado também na Espanha.
Suas origens são uma mistura de franceses, italianos e espanhóis. 
Blas Rivera tem desenvolvido um trabalho de intercâmbio cultural por excelência, apresentando-se em alguns dos mais importantes festivais de jazz como Montreux e La Villette. Ele toca música nova e original criada por um cidadão global com fortes raízes estabelecidas na Argentina e no Brasil.
Rivera segue uma trajetória em busca de suas próprias sintaxes, uma jornada que o faz descobrir a força de suas raízes portenhas enquanto persegue a expressão do jazz.
Nos últimos anos, gravou vários CDs com músicos de todo o planeta. Ponte sonora entre os berços do tango e do jazz, a música de Blas Rivera mistura com maestria as paixões dos dois “pólos” das Américas com o tecnicismo dos clássicos. O resultado é uma ampla experiência estética que combina inteligência e emoção.
Suas apresentações variam desde SOLO (em sax tenor e piano), DUET, pasando por TRIO, Quarteto, quinteto e até quarteto de cordas, orquestra de cordas e outras formações. Também esta apresentando este ano o trabalho “Tango, romance e eternidade…” com música ao vivo escrita e também improvisada acompanhando antigos filmes mudos. Sempre acompanha as suas turnes com seminários e workshops no só para instrumentistas e compositores, mas também para bailarinos e coreógrafos. No Rio de Janeiro, participa de projetos socias de musicalização para jovens de comunidades carentes. Neste momento, acaba de se apresentar no Festival de Jazz da Havana e está percorrendo Europa com o seu  Blas Rivera Quartet. Já dividiu o palco com grandes mestres, como Fernando Suarez Paz, Pablo Ziegler, Paulo Moura, Marcos Suzano, Yamandu Costa entre outros.
"Back to Bach" é o resultado do encontro do saxofonista e pianista argentino Blas Rivera com o violoncelista inglês David Chew, entre o ano 2020 e 202. Artistas radicados no Brasil há muitos anos, Blas e Chew apresentam no CD duas releituras de Bach e obras assinadas pelo saxofonista, trazendo elementos do jazz, do tango e da música clássica.
Em 2022 lanza "Vertentes", en el CD, grabado entre los estudios de Petrópolis (RJ) y Belo Horizonte (MG), los músicos, Chico Lobo, Blas Rivera y Ricardo Gomes, se unen para tocar diez temas de un repertorio seleccionado que prioriza canciones de Chico Lobo y Blas Rivera.

## Discografia
- 1997 Blas Rivera Quintet
- 1998 Introduçâo en vivo, Montreux Jazz Festival
- 2002 Intimo
- 2004 Ojalá que me escuche
- 2007 Canción para conquistar a la bailarina
- 2014 Mil Exilios
- 2018 Entre as Cordas
- 2019 Jaque Mate
- 2022 Back to Bach
- 2022 Vertentes